# EQリーグ
EQリーグ（イーキューリーグ）は、日本の芸能プロダクションが参加する女性タレントのみで編成されたチーム戦によるエレクトロニック・スポーツ大会の一つ。2018年3月にPRプロジェクトとしてeスポーツクイーン決定戦「e-Sports Queen League（EQリーグ）」を開催が発表された。
主催はeQリーグ実行委員会。